# اسو موتور هتل
اسو موتور هتل (انگلیسی: Esso Motor Hotel) شرکتی سوئدی زیرمجموعه شرکت نفت آمریکایی اسو بود که مسئولیت اداره هتل‌ها در اروپا را بر عهده داشت.
این شرکت در سال ۱۹۶۳ تاسیس شد ، درحال‌حاضر اسو هتل منحل شده است.